# Orsolobus
Orsolobus is een geslacht van spinnen uit de  familie van de Orsolobidae.

## Soorten
- Orsolobus chelifer Tullgren, 1902
- Orsolobus chilensis Forster & Platnick, 1985
- Orsolobus mapocho Forster & Platnick, 1985
- Orsolobus montt Forster & Platnick, 1985
- Orsolobus plenus Forster & Platnick, 1985
- Orsolobus pucara Forster & Platnick, 1985
- Orsolobus pucatrihue Forster & Platnick, 1985
- Orsolobus schlingeri Forster & Platnick, 1985
- Orsolobus singularis (Nicolet, 1849)